# Manuel de León Rodríguez
Manuel de León Rodríguez (Requejo de Sanabria, 12 de diciembre de 1953) es un matemático español, profesor de Investigación del Consejo Superior de Investigaciones Científicas (CSIC).

## Biografía
Licenciado y doctorado en Ciencias Exactas por la Universidad de Santiago de Compostela, fue profesor en la misma universidad de 1975 a 1986, cuando ya ocupaba la plaza de profesor titular de Geometría y Topología. Ese mismo año se incorporó al CSIC como investigador científico, pasando luego a profesor de investigación. Ha sido profesor visitante en distintas universidades como la de Calgary, Gante, Lille o Mannheim, entre otras.
Ha trabajado principalmente en el campo de la geometría diferencial y sus aplicaciones a la mecánica y a la física matemática. Manuel de León ha dedicado gran parte de su carrera a promover la matemática española en todo el mundo. En este campo ha sido asesor de diversas instituciones públicas nacionales e internacionales del ámbito político y educativo, entre ellas el Senado de España o la Comisión Internacional para la Educación matemática. Fue director del Instituto de Ciencias Matemáticas (ICMAT) desde la creación del centro en 2007 hasta septiembre de 2017 y director científico del proyecto presentado al Programa Severo Ochoa que, desde 2011, distingue al ICMAT como uno de los centros de referencia de España.
En 2015 fue cesado del ICMAT por un informe de auditoría interno que señaló «graves fallos en los procedimientos de gestión del gasto», si bien dos años después, en 2017, fue repuesto en el cargo en virtud de una sentencia del Tribunal Superior de Justicia de Madrid en la que se indicó que la responsabilidad de las irregularidades detectadas correspondían a la gestión de otra persona, cesada meses antes, y que la acusación sobre De León «fue una excusa» para cesarlo. Finalizó su mandato en septiembre del mismo año.
De León es autor de más de doscientos artículos científicos en revistas especializadas, de varios libros monográficos y ha dirigido una decena de tesis doctorales. También ha escrito libros y artículos de divulgación matemática.
Es miembro numerario de la Real Academia de Ciencias Exactas, Físicas y Naturales desde 2017, de la Academia Canaria de Ciencias, académico correspondiente de la Real Academia Gallega de Ciencias, primer español miembro del Comité Ejecutivo de la Unión Matemática Internacional (IMU), refundador y vicepresidente de la Real Sociedad Matemática Española (RSME), fundador y director de la revista Journal of Geometric Mechanics del Instituto Americano de Ciencias Matemáticas (AIMS) y cofundador y director de La Gaceta de la Real Sociedad Matemática Española (1998-2004). Desde 2014 es miembro ejecutivo del Consejo Internacional de la Ciencia.